# Galaxy Quest
Galaxy Quest er en amerikansk science fictionkomediefilm fra 1999 instrueret af Dean Parisot. Filmen har bl.a. Tim Allen, Sigourney Weaver og Alan Rickman i hovedrollerne som skuespillerne fra en gammel science fiction serie a la Star Trek.

## Medvirkende
- Tim Allen
- Sigourney Weaver
- Alan Rickman
- Tony Shalhoub
- Daryl Mitchell
- Sam Rockwell
- Enrico Colantoni
- Robin Sachs
- Justin Long
- Missi Pyle
- Rainn Wilson
- Corbin Bleu

## Ekstern henvisning
- Galaxy Quest på Internet Movie Database (engelsk)
- Galaxy Quest på Filmdatabasen
- Galaxy Quest på Scope
- Galaxy Quest i Svensk Filmdatabas (svensk)
- Galaxy Quest på AlloCiné (fransk)
- Galaxy Quest på MovieMeter (nederlandsk)
- Galaxy Quest på AllMovie (engelsk)
- Galaxy Quest hos American Film Institute (engelsk)
- Galaxy Quest på Turner Classic Movies (engelsk)
- Galaxy Quest på The Movie Database (engelsk)